# Jonathan Palmer
Jonathan Palmer (n. 7 noiembrie 1956) este un fost pilot englez de Formula 1 care a evoluat în Campionatul Mondial între anii 1983 și 1989.

## Cariera în Formula 1
| Sezon | Echipă                      | Număr puncte | Loc clasament general |
| ----- | --------------------------- | ------------ | --------------------- |
| 1983  | TAG Williams Racing Team    | 0            | -                     |
| 1984  | Skoal Bandit Formula 1 Team | 0            | -                     |
| 1985  | West Zakspeed Racing        | 0            | -                     |
| 1986  | West Zakspeed Racing        | 0            | -                     |
| 1987  | Data General Team Tyrrell   | 7            | 11                    |
| 1988  | Tyrrell Racing Organisation | 5            | 14                    |
| 1989  | Tyrrell Racing Organisation | 2            | 25                    |
| 1990  | Honda Marlboro McLaren      | Pilot teste  | -                     |
| 1991  | Honda Marlboro McLaren      | Pilot teste  | -                     |